# أوسيتيا الشمالية-ألانيا
أوسيتيا الشمالية (الروسية: Северная Осетия، رومنة: Severnaya Osetiya) (بالأوسيتية: Цæгат Ирыстон/Иристон، رومنة: Cægat Iryston/Iriston) رسميًا جمهورية أوسيتيا الشمالية-ألانيا، هي جمهورية روسية تقع في شمال القوقاز في أوروبا الشرقية. للجمهورية حدود دولية مع جورجيا من الجنوب، وتتبعها أيضًا الكيانات الفيدرالية الروسية قبردينو-بلقاريا من الغرب، وكراي ستافروبول من الشمال، والشيشان من الشرق، وإنغوشيا من الجنوب الشرقي. كان عدد سكانها في 2021، 687,357. عاصمة الجمهورية هي مدينة فلاديقوقاز، وتقع على سفوح جبال القوقاز.
يشكل الأوسيتيون 68.1% من سكان الجمهورية اعتبارًا من عام 2021، وهم مجموعة عرقية إيرانية موطنها أوسيتيا الشمالية وأوسيتيا الجنوبية المجاورة. الأوسيتية هي لغة إيرانية شرقية تنحدر من اللغات الألانية والسارماتية القديمة في العصور الوسطى. وخلافا للعديد من المجموعات في شمال القوقاز، فإن الأوسيتيين هم في الغالب مسيحيون. ومع ذلك، ما يقرب من 30٪ من السكان يعتنقون الديانة العرقية الأوسيتية، والتي تسمى عمومًا أواتسدين (Уацдин، "الإيمان الحقيقي")، وتوجد أقلية مسلمة كبيرة. ويشكل الروس، والإنغوش، الذين يشكلون أغلبية في إنغوشيا المجاورة، أقليات كبيرة في الجمهورية.
يعود تاريخ أوسيتيا إلى آلان القدماء، الذين أسسوا مملكة ألانيا في القرن الثامن واعتنقوا المسيحية في القرن التاسع. سقطت المملكة في أيدي المغول في القرن الثالث عشر، وبحلول القرن السابع عشر اصبحت المنطقة تحت الحكم الاسمي لإيران الصفوية. من عام 1774 إلى عام 1806، تم دمج أوسيتيا ببطء في الإمبراطورية الروسية، مما أدى إلى تقسيم المنطقة إلى جزء شمالي يضم منطقة تيريك، وجزء جنوبي يضم محافظتي تفليس وكوتايسي. وقد استمر هذا التقسيم في الفترة السوفيتية، حيث تحولت أوسيتيا الشمالية إلى جمهورية جبلية اشتراكية سوفيتية تتمتع بالحكم الذاتي داخل جمهورية روسيا الاتحادية الاشتراكية السوفيتية، في حين أصبحت أوسيتيا الجنوبية إقليماً يتمتع بالحكم الذاتي داخل جمهورية جورجيا الاشتراكية السوفيتية.
بعد تفكك الاتحاد السوفيتي، شهدت الجمهورية صراعًا داخليًا كما هو الحال في جزء كبير من شمال القوقاز. في عام 1992، اندلعت حرب عرقية قصيرة بين الأوسيتيين والسكان الإنغوش ذوي الأغلبية المسلمة في مقاطعة بريغورودني. وقد تأثرت الجمهورية بالصراع في الشيشان، وعلى الأخص حصار مدرسة بيسلان عام 2004. ولا تزال المقترحات الداعية إلى ضم روسيا لأوسيتيا الجنوبية من أجل دمج اللجمهوريتين الشمالية والجنوبية ككيان واحد قائمة حتى يومنا هذا.

## الإسم
في السنوات الأخيرة من عمر الاتحاد السوفيتي، عندما اجتاحت الحركات القومية جميع أنحاء القوقاز، دعا العديد من المثقفين في جمهورية أوسيتيا الشمالية الاشتراكية السوفيتية إلى إحياء اسم ألانيا، والمأخوذ من اسم مملكة آلان في العصور الوسطى.
سرعان ما أصبح مصطلح "ألانيا" شائعًا في الحياة اليومية في أوسيتيا من خلال أسماء المؤسسات المختلفة، والقنوات التلفزيونية، ومنظمات سياسية ومدنية، ودور نشر، وفرق كرة القدم، وما إلى ذلك. وفي نوفمبر 1994، تمت إضافة اسم "ألانيا" رسميًا. ليصبح اسم الجمهورية (جمهورية أوسيتيا الشمالية – ألانيا).

## التاريخ

### التاريخ المبكر ومملكة ألانيا
كانت أراضي أوسيتيا الشمالية مأهولة لأول مرة بالقبائل القوقازية. استقر بعض البدو من الألان الرحل في المنطقة في القرن السابع، وشكلوا مملكة ألانيا. التي تحولت في النهاية إلى المسيحية على يد مبشرين من بيزنطة.
استفادت ألانيا كثيراً من طريق الحرير الذي كان يمر عبر أراضيها.
بعد العصور الوسطى، أدت الغزوات المتكررة للمغول والتتار إلى القضاء على السكان، المعروفين الآن باسم الأوسيتيين. ثم قدم الإسلام إلى المنطقة في القرن السابع عشر على يد القبارديين.

### حكم الإمبراطورية الروسية (1806–1917)
دفعت الصراعات بين خانية القرم والدولة العثمانية أوسيتيا في النهاية إلى التحالف مع الإمبراطورية الروسية في القرن الثامن عشر. وسرعان ما أنشأت روسيا قاعدة عسكرية في العاصمة فلاديكافكاز، مما يجعلها أول منطقة تسيطر عليها روسيا في شمال القوقاز. بحلول عام 1806، كانت أوسيتيا تحت السيطرة الروسية الكاملة.
أدى الحكم الروسي إلى التطور السريع للصناعة والسكك الحديدية التي تغلبت على عزلتها. جاءت الكتب الأولى إلى المنطقة في أواخر القرن الثامن عشر، وأصبحت جزءًا من منطقة ترسكايا في روسيا في منتصف القرن التاسع عشر.

### الحقبة السوفيتية
أدت الثورة الروسية عام 1917 إلى دمج أوسيتيا الشمالية في الجمهورية الاشتراكية السوفيتية الجبلية ذاتية الحكم في عام 1921. ثم أصبحت منطقة أوسيتيا الشمالية ذاتية الحكم في 7 يوليو 1924، ثم اندمجت في جمهورية أوسيتيا الشمالية الاشتراكية السوفيتية ذاتية الحكم في 5 ديسمبر 1936. في الحرب العالمية الثانية ، تعرضت لعدد من الهجمات من قبل الغزاة الألمان النازيين الذين حاولوا دون جدوى الاستيلاء على فلاديكافكاز في عام 1942.
أعلنت جمهورية أوسيتيا الشمالية الاشتراكية السوفيتية نفسها جمهورية مستقلة في الاتحاد السوفيتي في 20 يونيو 1990. تم تغيير اسمها إلى جمهورية أوسيتيا الشمالية – ألانيا في عام 1994.

### بعد إنهيار الاتحاد السوفيتي
وقد فرض تفكك الاتحاد السوفيتي مشاكل خاصة على شعب أوسيتيا، الذي كان منقسماً بين أوسيتيا الشمالية، التي كانت جزءاً من جمهورية روسيا الاتحادية الاشتراكية السوفيتية، وأوسيتيا الجنوبية ، التي كانت جزءاً من جمهورية جورجيا الاشتراكية السوفيتية. في ديسمبر 1990، ألغى مجلس السوفيتت الأعلى لجمهورية جورجيا الاشتراكية السوفيتية منطقة أوسيتيا ذاتية الحكم وسط تصاعد التوترات العرقية في المنطقة، والتي أججتها موسكو أكثر؛ واضطر الكثير من سكان منطقة الصراع، في مواجهة التطهير العرقي، إلى الفرار عبر الحدود إما إلى أوسيتيا الشمالية أو جورجيا.
ونتيجة لذلك، أعيد توطين حوالي 70 ألف لاجئ من أوسيتيا الجنوبية في أوسيتيا الشمالية. بالإضافة إلى ذلك، استفزت أوسيتيا الشمالية السكان الإنغوش في منطقة بريغورودني، مما أشعل الصراع بين أوسيتيا والإنغوش. وكانت نتائج الصراع أن 7000 أوسيتي و64000 لاجئ إنغوشي اضطروا إلى الفرار من منازلهم. في 23 مارس 1995، وقعت أوسيتيا الشمالية-ألانيا اتفاقية لتقاسم السلطة مع الحكومة الفيدرالية، ومنحتها الحكم الذاتي. إلا أن هذه الاتفاقية ألغيت في 2 سبتمبر 2002.
بعد الاستقلال الفعلي لأوسيتيا الجنوبية، كانت هناك مقترحات في هذه الحالة للانضمام إلى روسيا والاتحاد مع أوسيتيا الشمالية. وبالإضافة إلى التعامل مع آثار الصراع في أوسيتيا الجنوبية، كان على أوسيتيا الشمالية أن تتعامل مع اللاجئين وامتداد القتال من حين لآخر نتيجة للحروب الدائرة حولهم. وقد تجلى هذا بشكل ملحوظ في شكل حصار مدرسة بيسلان عام 2004 من قبل المسلحين الشيشان.

## السكان
غالبية سكان أوسيتيا الشمالية هم من المسيحيين الذين ينتمون إلى الكنيسة الأرثوذكسية الروسية، على الرغم من وجود أقلية مسلمة من أصل أوسيتي.
وفقًا لتعداد 2021، يشكل الأوسيتيون 68.1% من سكان الجمهورية. تشمل المجموعات الأخرى الروس (18.9%)، والإنغوش (3.8%)، والقوموق (2.8%)، والأرمن (1.8%)، والجورجيين (1.0%)، والمجموعات اخرى صغيرة، تمثل كل منها أقل من 1% من إجمالي السكان.
وفقًا لاستطلاع عام 2012 الذي أجرى مقابلات مع 56,900 شخص، قال 49% من سكان أوسيتيا الشمالية-ألانيا يلتزمون بالكنيسة الأرثوذكسية الروسية، و10% يعلنون أنهم مسيحيون غير منتسبين، و2% مسيحيون أرثوذكس لا ينتمون إلى الكنائس أو أعضاء الهيئات الأرثوذكسية غير الروسية. ثاني أكبر ديانة هي الديانة العرقية الأوسيتية، والتي تسمى عمومًا أواتسدين، والتي تضم 29٪ من السكان. يشكل المسلمون 30% من السكان، والبروتستانت 1%. بالإضافة إلى ذلك، يعلن 1% من السكان أنهم "روحيون ولكن غير متدينين" و3% ملحدين.

## مدن وقرى أوستيا الشمالية - ألانيا
ألاغير،
أردون،
ديغورا،
أركونسكايا
موزدوك، وبسلان (التي حدثت فيها مذبحة بسلان عام 2004)

## أعلام
- ماشا غوردون